# Kukielewo (Żydowski Obwód Autonomiczny)
Kukielewo (ros. Кукелево) – wieś w Rosji, w Żydowskim Obwodzie Autonomicznym, w rejonie lenińskim. W 2010 liczyła 893 mieszkańców.